# Gimme More
A Gimme More Britney Spears amerikai énekesnő ötödik, Blackout című stúdióalbumának első kislemeze. 2007. augusztus 30-án volt a világpremierje egy New York-i rádióállomáson.
Szerzői Nate Hills, Keri Hilson, James Washington és Araica Marcella. Producere Nate „Danja” Hills.

## Videóklip
A kislemezhez tartozó klipet Jake Sarfaty rendezte (a rendező első klipje volt), és Los Angeles külvárosában forgatták 2007 július végén. Világpremierje az iTunes Store-on volt 2007 október 5-én.
A klip a TV-ben a MuchMusic-on debütált 2007. október 7-én. Október 8-án a két legnagyobb zenei csatorna, a VH1 és az MTV kirakta az oldalára a klipet, mielőtt aznap a TRL műsorban megjelent volna. A műsorban a TRL Chart-on a #4 pozíciót szerezte meg. A Gimme More a VH1's Vspot Top 20 Chart-on a #10 helyig jutott.
A videóklip végig egy sémát vetít ki, Britney a rúdon táncol és énekel, egy-két résznél viszont látunk egy szőke hajú Britneyt, ahogy nevetgél a barátnőivel, és egy férfit, aki csak mosolyog Britney táncán és a szőke Britneyn.
2011-ben szivárgott ki az internetre a videóklip alternatív verziója. Ez a fajta klip több sémát tartalmaz, Britney egy ágyban fekszik egy macskával, majd sétál az utcán fekete ruhában. Híresztelések szerint az eredeti videóban Britney egy temetőben is sétált volna.

## Élő előadások

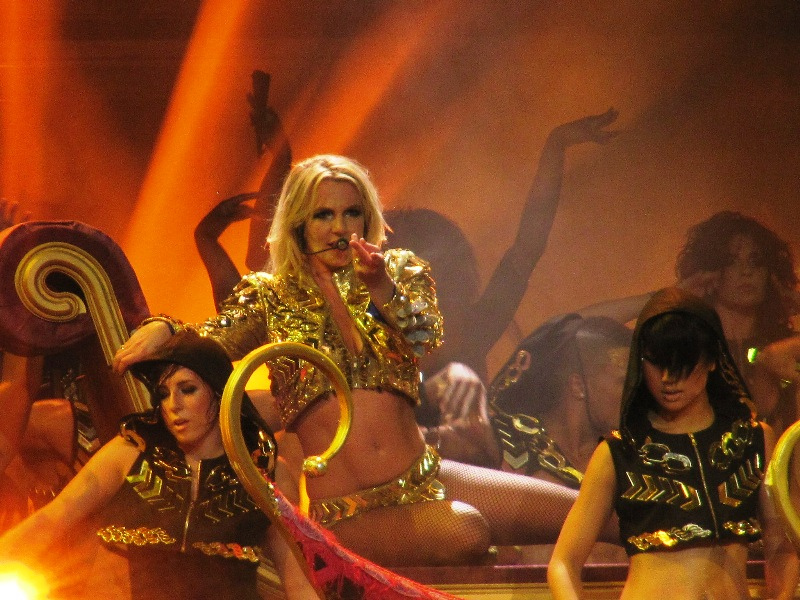
Britney a dal előadása közben a Femme Fatale Tour egyik állomásán.

Britney legelőször a dalt a 2007-es MTV Video Music Awards-on adta elő. A dal előtt Britney Elvis Presley "Trouble" című dalából idézett pár sort, "If you're lookin' for trouble, you came to the right place / If you're lookin' for trouble, look right in my face." A fellépés negatív kritikákat kapott, Britney playbackelt és nem volt jó formában.
A 2009-es Circus turnén felvonásközi számként került a dallistára a dal "LAZRtag Remix" változata. A szám lejátszása közben a táncosok japán harcművészeti bemutatót adtak elő.
A Femme Fatale promóciós fellépései alatt előadta  a "Hold It Against Me", "Till the World Ends" és "Big Fat Bass" című dalokat. A "Big Fat Bass" részleteket tartalmazott a "Gimme More"-ból, a fellépés alatt Britney latex "body" ruhát viselt. 2011-ben helyet kapott remixelt formában a Femme Fatale turnén, itt az egyiptomi stílus dominált, Britney aranyszínű ruhát viselt, a dal végén még tüzijáték is volt a színpadon.
2013-tól a Britney: Piece of Me rezidenskoncerten is előadta a számot egy vadiúj koreográfiával.

## A dal utóélete
Madonna a Sticky & Sweet turnéján felhasználta az "It's Britney, bitch" szöveget a "Human Nature" alatt. A háttérvideóban Britney van jelen, aki a liftben ragadt, a végén mikor a liftajtó kinyílik ő mondja be a kifejezést. 2008 november 6-án Britney csatlakozott Madonnához a turné Los Angeles-i állomásán. 2012-ben a "Glee" feldolgozta a dalt. A számot Heather Morris dolgozta fel a sorozatban, erősen kiparodizálja Britney 2007-es VMA fellépését. 2011-ben a Till the World Ends Femme Fatale Remix változatán Nicki Minaj mondja az idézetet. 2012-ben jelent meg Will.i.am és Britney közös száma, a "Scream & Shout", a dalban Britney többször is kimondja az "Britney, bitch!" kifejezést. Az amerikai rapper, Jay-Z a 2013-as "Magna Carta... Holy Grail" albumán a "BBC" című számában használja az "It's Britney, bitch!" szöveget. A dal szerepelt a Grand Theft Auto V videójáték dalai között.

## Slágerlistás helyezések
| Slágerlista (2007)               | Legmagasabb helyezés |
| -------------------------------- | -------------------- |
| Australian ARIA Singles Chart    | 3                    |
| Austrian Singles Chart           | 8                    |
| Belgian Flemish Singles Chart    | 5                    |
| Belgian Walloon Singles Chart    | 4                    |
| Canadian Hot 100                 | 1                    |
| Czech Airplay Chart              | 19                   |
| Danish Singles Chart             | 2                    |
| Dutch Singles Chart              | 35                   |
| European Hot 100 Singles         | 2                    |
| Finnish Singles Chart            | 6                    |
| French SNEP Singles Chart        | 5                    |
| German Singles Chart             | 7                    |
| Hungarian Singles Chart          | 17                   |
| Ír slágerlista                   | 2                    |
| Italian FIMI Singles Chart       | 2                    |
| New Zealand RIANZ Singles Chart  | 15                   |
| Norwegian Singles Chart          | 3                    |
| Slovak Airplay Chart             | 19                   |
| Swedish Singles Chart            | 2                    |
| Swiss Singles Chart              | 4                    |
| Brit kislemezlista               | 3                    |
| Ukraine (FDR Charts)             | 4                    |
| US Billboard Hot 100             | 3                    |
| US Billboard Hot Dance Club Play | 1                    |

| Slágerlista                      | Legmagasabb helyezés |
| -------------------------------- | -------------------- |
| Australian Singles Chart         | 46                   |
| Belgium Singles Chart (Flanders) | 72                   |
| Belgium Singles Chart (Wallonia) | 64                   |
| European Hot 100                 | 14                   |
| France Singles Chart             | 87                   |
| German Singles Chart             | 97                   |
| Italian Singles Chart            | 27                   |
| Lebanese Singles Chart           | 20                   |
| Sweden Singles Chart             | 41                   |
| Swiss Singles Chart              | 61                   |
| Brit kislemezlista               | 52                   |
| US Pop 100 Songs                 | 94                   |

## Minősítések
| Ország                   | Minősítés     | Eladás    |
| ------------------------ | ------------- | --------- |
| Ausztrália (ARIA)        | Arany         | 35,000    |
| Dánia (IFPI)             | Platina       | 15,000    |
| Japán (RIAJ)             | Arany         | 100,000   |
| Svédország (GLF)         | Arany         | 10,000    |
| Egyesült Királyság (BPI) | Ezüst         | 200,000   |
| Egyesült Államok (RIAA)  | Platina       | 1,810,000 |
| Kanada (Music Canada)    | 2x-es Platina | 80,000    |

## Megjelenési formák és számlista
| Ausztráliai CD kislemez (88697 187662) 1. Gimme More – 4:10 2. Gimme More [Instrumental] – 4:09 Brit CD kislemez (88697 186762) 1. Gimme More – 4:10 2. Gimme More [Kaskade Radio Mix] – 3:21 Európai/brit maxi kislemez (88697 186802) 1. Gimme More – 4:10 2. Gimme More [Kaskade Club Remix] – 6:08 3. Gimme More [Junkie XL Extended Mix] – 5:54 4. Gimme More [Seiji Dub] – 5:03 5. Gimme More [Stonebridge Club Remix] – 7:24 6. Gimme More (videóklip) iTunes Remixes kislemez 1. Gimme More [Paul Oakenfold Radio Remix] - 3:22 2. Gimme More [Kaskade Radio Mix] - 3:25 3. Gimme more [Amanda Blank Radio Edit] - 3:53 4. Gimme More [Paul Van Dyk Radio Edit] - 3:46 5. Gimme More [Junior Vasquez & Johnny Vicious Radio Edit] - 4:38 | UK promo CD-R 1. Gimme More [Stonebridge Club Remix] – 7:25 2. Gimme More [Sticky Club Remix] – 5:56 3. Gimme More [Seiji Club Remix] – 5:05 4. Gimme More [Stonebridge Radio Mix] – 3:46 5. Gimme More [Sticky Radio Mix] – 3:41 6. Gimme More [Dirty Radio Version] – 3:53 USA promo CD (JDJ-605202) 1. Gimme More – 4:10 2. Gimme More [Instrumental] – 4:09 3. Gimme More [A cappella] – 3:52 USA Promo Remix 12" lemez (88697) 1. Gimme More [Paul Oakenfold Remix] – 6:06 2. Gimme More [Kaskade Club Remix] – 6:08 3. Gimme More [Kaskade Dub] – 5:51 4. Gimme More [Remix Featuring Amanda Blank] – 4:51 5. Gimme More [Junkie XL Extended Remix] – 5:54 6. Gimme More [Maurice Joshua Remix] – 6:04 7. Gimme More [Junior Vasquez & Johnny Vicious Club Remix] – 8:41 8. Gimme More [Junior Vasquez & Johnny Vicious Massive Dub] – 7:03 9. Gimme More [Paul Van Dyk Dub] – 6:38 10. Gimme More [Paul Van Dyk Club Remix] – 8:57 |